# فلیکس کوستاندیان

فلیکس هایکی کوستاندیان (ارمنی: Ֆելիքս Հայկի Կոստանդյան؛  زادهٔ ۱۹۲۹ - درگذشته ۲۰۱۱) مهندس، مهندس مکانیک اهل ارمنستان بود.

## زندگی‌نامه
وی در ۱۹۲۹ در اودزون به دنیا آمد و از دانشگاه ملی علوم کشاورزی ارمنستان (۱۹۵۳) فارغ‌التحصیل گشت. همچنین برندهٔ جوایزی همچون نشان پرچم سرخ کار (۱۹۷۱) و مهندس شایسته ارمنستان شوروی (۱۹۷۲) شده‌است. وی در ۲۰۱۱ در سن ۸۲ سالگی در اودزون درگذشت.